# 카사하라 히로코
카사하라 히로코(일본어: 笠原 弘子, 1969년 12월 8일 ~ )는 일본 니가타현 출신 여자 성우, 가수다. 소속사는 Y·M·O(구: 러브 라이브).

## 내력
- 5살 때, 소극적인 성격을 고치기 위해, 아동극단인 극단 코마도리에 입단. 초등학생 때에는 NHK 교육TV의 프로그램 <모두 사이좋게>에 2년간 고정출연하는 등, 아역으로서 활약한다.
- 중2 때, 애니메이션 <은하표류 바이팜>의 카츄아 피어슨 역으로 성우 데뷔.
- 고2 때, 만화 <샴페인 샤워>의 이미지 앨범의 곡 <고백 ~사랑스런 조제>를 노래로 가수 데뷔.
- 2003년, 오랜 세월 함께한 그룹 코마도리를 탈퇴하고 러브 라이브(현 Y·M·O)에 이적.
- <성우계의 가희(歌姫)>라고도 불린다.
- 그룹 코마도리 때의 선배 토미나가 미이나가 재적했었기 때문에, 콘서트 프로듀스를 받는 등 현재까지도 친교가 두껍다. 또 같은 <코마도리>의 후배였던 후지에다 나리코나 사카모토 마야와 합해 <성우계의 코마도리 자매>라고 불렸다.
- 애니메이션, 게임 등에서 많은 팬을 보유하고 있으며, 출연 작품안에서는 제작자로부터 리퀘스트로 출연이 정해진 것도 많다. <마법기사 레이어스>의 호우오우지 후 역으로 여성으로부터 인기를 단번에 얻었다. 착실한 역할이 많지만, 실제 본인은 꽤나 엉뚱한 것 같다.

## 주요 출연작

### TV 애니메이션
1983년
- 은하표류 바이팜（카츄아 피어슨）

1985년
- 초수기신 단쿠가 (로라 설리번(나중))

1990년
- 마법의 천사 스위트 민트（민트）

1991년
- 디어 브라더 (미소노오 나나코)

1992년
- 카리메로（1992년) （로시타）

1993년
- 무책임함장 테일러（아젤린）

1994년
- 마법기사 레이어스（호우오우지 후）
- DNA^2（쿠리모토 아미）
- 아미테이지3 (나오미 아미테이지)

1996년
- 바람의 검심 - 메이지 검객 낭만담 -（막달라 사요)

1997년
- 케로케로 챠임（린 여왕）

1998년
- 은하표류 바이팜13（카츄아 피어슨）

1999년
- 세라 핌콜（쿠리모토 유키나）

2002년
- 만월을 찾아서（코야마 하즈키）
- 진·여신전생 데빌 칠드런 라이트 & 다크（아미）

2003년
- 트윈 스피카（카모가와 쿄코）
- 야미와 모자와 책의 여행자（마리엘)

2005년
- 츠바사 크로니클（아마테라스）
- 부탁해요 마이 멜로디（유메노 스즈）

2006년
- 부탁해요 마이 멜로디 2기（유메노 스즈）

2007년
- 세인트 옥토버（엄마）

2008년
- 햣코（카게야마 오니유리）

### OVA
- 어셈블 인서트（나미카제 마론）
- 탄생 ~Debut~（후지무라 사오리)
- 초시공요새 마크로스 2 - LOVERS AGAIN -（이슈타르）
- 초수기신 단쿠가（로라 설리번）
- 특무전대 샤인즈맨（카사하라 히토미）
- 베이비 러브（아리스가와 세아라）
- 마법기사 레이어스 OVA（호우오우지 후）
- 메가존23 (료오）

## 음악

### 싱글
「기동경찰 패트레이버」이미지송 1988년 7월 25일 발매
- Believe yourself Again／ 「하드보일드라는 게 뭐?」

「기동경찰 패트레이버」오프닝 테마 1990년 8월 21일 발매
- 컨디션 그린 ~ 긴급발진 ~／파라다이스의 확률

「어셈블 인서트」오프닝 테마 1989년 9월 25일 발매
- 어셈블 인서트 ／딸기 모자

이방인 '90／낙타는 자지 않는다 1990년 3월 25일 발매
「마법의 천사 스위트 민트」오프닝&엔딩 테마 1990년 7월 11일 발매
- 신비한 나라의 스위트 민트 / 민트의 꿈의 여행

빗소리는 쇼팽의 선율 `90／CHRISTMAS SONG TO YOU 1990년 9월 25일 발매
송죽OAV「위저드리」테마송 1991년 3월 10일 발매
- Distance／시부야 북구 랩소디

사랑은 NO RETURN!!／흰 페이지 안에 1991년 10월 25일 발매
히·로·인／바람의 에트랑제 1992년 5월 25日일 발매
「초시공요새 마크로스2 - LOVERS AGAIN -」테마송 1992년 11월 21일 발매
- 한번 더 Love you ／약속

OVA「그린 레전드 란」엔딩 테마 1992년 2월 25일 발매
- 다정함은 내리는 비처럼／쓸쓸한 반딧불

「가르쳐 주지 않아」엔딩 테마 1994년 5월 25일 발매
- 중요한 휴일(시간) / 특별한 아침

「로미오의 푸른하늘」오프닝&엔딩 테마 1995년 2월 25일 발매
- 하늘로／Si Si Ciao ~ 로마나의 언덕에서 ~

「마법기사 레이어스」이미지송 (호우오우지 후) 1995년 6월 25일 발매
- 산들바람의 소나티네／바람의 부재중 전화 메시지

다섯개의 물방울은 오오키 리사(大木理紗). 라디오 드라마「에메랄드 드래곤」의 엔딩 테마 1995년 6월 25일 발매
- 다섯개의 물방울 ／약속의 여행으로

빛나는 기억 속에…는 요시모토마유. 같은 라디오 드라마 「에메랄드 드래곤」의 삽입곡 1995년 7월 26일 발매
- 되살아나는 전설 / 빛나는 기억 속에…

하늘로 / 바람의 윤무곡 (맥시 싱글) 1995년 12월 21일 발매
「요요기 애니 학원」CM&이미지송 1996년 10월 10일 발매
- 신비해 ／정말 널 만나고 싶어

게임「QUOVADIS 2 ~ 혹성강공 오버레이 ~」엔딩 테마／「요요기 애니 학원」`97 봄의 캠페인송 1997년 4월 10일 발매
- 밤에 좀 울자 ／약속

OVA「침묵의 함대」주제가 1997년 9월 10일 발매
- 꿈의 물가 ~ The Silent Service ~ ／특별한 눈물

집영사「리본」OVA「베이비 러브」주제가 1997년 12월 17일 발매
- 베이비☆러브 / 만약 내일이 휴일이라면

마법기사 레이어스EXTRA「호우오우지 후」 1997년 12월 17일 발매 ※CD EXTRA사양
라디오 드라마「은하 패트롤 랜즈맨」오프닝&엔딩 테마 1998년 1월 21일 발매
- STAND THE NIGHT／MY PRAYER

PS용 판타지 시뮬레이션RPG「정령소환 Princess Of Darknesss」오프닝&엔딩 테마 1998년 7월 23일 발매
- key of fortune／빛을 보며…

PS용 연애 시뮬레이션RPG「루나 윙 ~ 시간을 넘은 성전 ~」오프닝 테마 2000년 8월 23일 발매
- Wing for love／희망이라고 하는 이름의 신화

유구환상곡3 ~ Perpetual Blue ~ 맥시 싱글 컬렌션 Vol.7 2000년 8월 23일 발매
「Wind -a breath of heart-」오프닝 테마 2004년 8월 25일 발매
- Feel on the wind.／먼 하늘